# 德賴英角
德賴英角（英語：Drying Point），是南極洲的海岬，位於南奧克尼群島的西格尼島東部，處於穆靈角西北面0.4公里的博爾赫灣西南部，在1927年由英國研究隊命名，現時由南極條約體系管理。